# Хенри VI, део други
Хенри VI, део други (енгл. Henry VI, Part 2), познат и као 2 Хенри VI (енгл. 2 Henry VI), је историјска драма Виљема Шекспира за коју се верује да је написана 1591, и смештена у време краља Хенрија VI од Енглеске.
Док се Хенри VI, део први бави губитком енглеских територија у Француској и политичким махинацијама које воде до Ратова ружа, а Хенри VI, део трећи описује страхоте тог сукоба, Хенри VI, део други описује неспособност краља да умири свађе својих великаша, смрт краљевог верног саветника Хамфрија, војводе од Глостера, успон војводе од Јорка и неизбежност оружаног сукоба. Тако, драма кулминира првом битком Рата ружа, првом битком код Сент Олбанса (1455).
Иако трилогија о Хенрију VI можда није написана хронолошким редоследом, три представе су често груписане заједно са Ричардом III да би се створила тетралогија која покрива читаву сагу Ратова ружа, од смрти Хенрија V 1422. до успона на власт Хенрија VII 1485. Управо је успех ове серије представа чврсто утврдио Шекспирову репутацију драмског писца.
Хенри VI, део други има највећи број улога међу свим Шекспировим драмама, а многи критичари је сматрају најбољом драмом из трилогије Хенри VI.

## Ликови
| Краљева странка - Краљ Хенри VI - краљ Енглеске - Краљица Маргарета - краљица Хенрија VI - Хамфри, војвода Глостера - стриц Хенрија VI и лорд заштитник Енглеске - Војвоткиња Елеанор од Глостера - Глостерова супруга - Кардинал Бофорт - бискуп од Винчестера, стриц Хенрија VI - Виљем де ла Поле - Маркиз, касније војвода од Сафока; љубавник краљице Маргарете - Војвода од Бакингама - Војвода од Сомерсета [б] - Лорд Клифорд - војни заповедник - Млади Клифорд - син лорда Клифорда Странка војводе Јорка - Ричард Плантаџенет, трећи војвода од Јорка - тврди да би требао бити краљ - Едвард, Гроф од Марча - Ричардов син - Ричард Плантагенет - Ричардов син - Гроф од Салисбурија - Гроф од Ворика - Салисбуријев син Петиције и борба - Томас Хорнер - оружар - Питер Тамп - његов шегрт - Подносиоци представки, подносици захтева, суседи Призивање духова - Џон Хјум [ц] - свештеник - Џон Саутвел - свештеник - Маргери Журдан [д] - вештица - Роџер Болинбрук - курир - Асмат [е] - дух Лажно чудо - Сандер Симпкокс - преварант - Симпкоксова супруга - Градоначелник Светог Олбанса - Већник из Светог Олбанса - Црквењак из Светог Олбанса | Елеонорина покора - Шериф из Лондона - Сер Џон Стенли - гувернер острва Ман (историјски сер Томас Стенли) - Глостерове слуге - Хералд Убиство Глостера - Двојица убица Убиство Сафока - Поручник - заповједник брода - Први официр - Други официр - Валтер Витмор - морнар на броду - Два господина - затвореници са Сафоком Кејдова побуна - Џек Кејд - вођа побуњеника - Дик Месар - бунтовник - Смит Ткач - побуњеник - Џорџ Бивис [ф] - побуњеник - Џон Холанд [г] - побуњеник - Џон [х] - побуњеник - Емануел - службеник у Чатаму - Сер Хамфри Стафорд - војни заповедник - Виљем Стафорд - брат Сер Хамфрија [и] - Лорд Сај - лорд високи благајник - Лорд Скејлз - брани Лондонску кулу - Метју Гоф - Краљевски војник стациониран у Кули (улога која не говори) - Александер Иден - племић из Кента Други - Вок - гласник - Гласници, војници, стражари, слуге, веће, побуњеници итд. |

## Историјски извори
Шекспиров главни извор за други део Хенрија VI био је Едвард Хал, Савез двеју племенитих и угледних породица од Ланкастера и Јорка (1548). Такође се осврнуо на друго издање Хронике Рафаела Холиншеда (1587). Иако је Холиншедов третман Ратова ружа великим делом произашао из Халовог рада, чак до тачке репродукције великих делова, дословно, постоји довољно разлика између Хала и Холиншеда да би се утврдило да је Шекспир морао консултовати обојицу.
На пример, изразита супротност између Хенрија и Маргарет, понављајућа тема у представи, долази од Хала који Хенрија представља као „светачку“ жртву околности, а Маргарет као лукаву и манипулативну егоисткињу. Шекспир је морао користити Хала да успостави Јорков захтев за престо (приказан 2.2), јер одговарајући одељак у Холиншеду додаје додатну генерацију Јорковом родослову. Међутим, сусрет између Бакингема и Јорка пре битке код Ст. Олбанса (драматизован у 5.1) налази се само у Холиншеду.
Само Холиншед садржи податке о сељачкој побуни из 1381. године, коју је Шекспир користио за призоре Кејдове побуне током чина 4 (на пример, детаље попут убистава људи јер су могли да читају, и обећања да ће успоставити државу без новца) . Излагање Хенријеве реакције на побуну такође се разликује у Халу и Холиншеду. У Халу, Хенри помилује све који се предају и пушта их да се некажњено врате кући, и тако га Шекспир представља у драми. У контрасту код Холиншеда, Хенри сазива суд и неколико је вођа погубљено (као што је то и учинио у стварности). Друга историјска паралела пронађена у Холиншеду је да је Хенри представљен као нестабилан, стално на ивици лудила, нешто што није у Халу, а који представља нежног, али нефикасног краља (опет, Шекспир овде следи Хала).
,
Највеће одступање Шекспира од Хала и Холиншеда састоји се у његовом повезивању Кејдове побуне, повратка Јорка из Ирске и Битке за Ст. Олбанс у један континуирани низ. И Хал и Холиншед представљају ове догађаје током четворогодишњег периода (као што су се и догађали у стварности), али у представи су приказани као да један води директно, и непосредно, одмах у други. Овако се приказују догађаји у Новим хроникима Енглеске и Француске Роберта Фабијана (1516), што сугерише да је и ово могло бити извор.
Други дефинитивни извор за Шекспира била је "Велика Хроника" (1569) Ричарда Графтона. Као и Холиншед, Графтон репродукује велике одломке неревидираног материјала из Хала, али неки одељци су ексклузивни за Графтона, показујући да је Шекспир такође морао да се консултује са њим. На пример, лажно чудо (драматизовано у 2.1) налази се само у Графтону, а не у Халу или Холиншеду (мада је сличан призор описан и у Делима и споменицима Књига мученика (1563) од Џона Фокса, са којима је Шекспир можда био упознат.

## Датирање и текст

### Датирање
Дана 12. марта 1594. године, издавач Томас Милингтон је у Регистар еснафа лондонских издавача уписао представу, а штампао је у кварто издању Томас Крид касније те године, као Први део свађе између две познате Куће Јорка и Ланкастера, са смрћу доброг војводе Хамфрија: И протеривање и смрт војводе од Сафока, и трагични крај поносног Кардинала од Винчестера, са знатном побуном Џека Кејда: И први захтев војводе од Корка за Круну. Претпоставља се да је Свађа препричани текст представе која се данас назива Хенри VI, 2 део. Ако је тако, представа је написана најкасније 1594. године.
Међутим, сугерише се да је представа можда написана неколико година раније. Памфлет Роберта Грина (енгл. Greene's Groats-Worth of Wit) (уписан у Регистар 20. септембра 1592) исмева Шекспира као "скоројевићку врану, украшену нашим перјем, која је са својим" тигровим" срцем умотана у глумачку кожу ", која претпоставља да је је у стању да надува слободан стих као најбољи од вас. " Ова пародија на 3 Хенрија VI, чин 1, сцена 4, стих 138, Где Јорк помиње Маргарет као "тигрово срце умотано у женску кожу!", Доказује да је 3 Хенри VI био добро познат до септембра 1592, што значи да је морао бити инсцениран пре 23. јуна, када је влада затворила позоришта како би спречила ширење куге. Пошто је сигурно познато да је 3 Хенри VI био наставак другог Хенрија VI, извесно је да ако је 3 Хенри VI био на сцени до јуна 1592. године, такође је то био 2 Хенри VI и да су оба вероватно написана 1591. или 1592.

### Текст
Кварто текст Свађе из 1594. године два пута је поново штампан, 1600 (у кварто издању) и 1619 (у фолио издању). Текст из 1600. године штампао је Валентин Симс за Милингтона. Текст из 1619. године био је део Лажног Фолија (енгл. False Folio) Вилијама Џегера (енгл. William Jaggard) који је штампан за Томаса Павијера. Овај текст је штампан заједно са верзијом 3 Хенрија VI који је штампан у октавa издању 1595. године под насловом Истинска трагедија Ричарда војводе од Јорка, и смрт доброг краља Хенрија Шестог, са целим надметањем између двеју кућа, Ланкастер и Јорк. У Лажном Фолију две представе су груписане под заједничким насловом Читава свађа између две познате куће, Ланкастера и Јорка, са трагичним крајевима доброг војводе Хамфрија, Ричарда војводе од Јорка, и краља Хенрија Шестог. Такође штампано са „Читавом Свађом“ био је Перикле, принц од Тира. Текст 2 Хенрија VI из 1619. године, међутим, није директно преузет из Свађе. Оригинални текст је преуређен да би исправила грешка у Јорковом опису његовог родослова у 2. чину, сцена 2.
Текст представе која данас чини 2 Хенрија VI објављен је као део Првог Фолија из 1623. године, под насловом Други део Хенрија Шестог, са смрћу доброг војводе Хамфрија (енгл. The second Part of Henry the Sixt, with the death of the Good Duke Humfrey).
Када је комад постао назван Део 2, нејасно је, иако већина критичара обично претпоставља да је то био изум Џона Хемингса и Хенрија Кондела, уредника Првог Фолија, јер нема референце на драму под насловом Други део, или било који његов дериват, пре 1623. године.

## Анализа и критика

### Историја критике
Неки критичари тврде да је трилогија Хенри VI прва драма икада заснована на новијој енглеској историји, и као таква заслужује виши положај у Шекспировом канону и централну улогу у шекспировској критици. Према Ф.П. Вилсону, на пример, "Нема сигурних доказа да се било који драматичар пре пораза шпанске Армаде 1588. године усудио да на јавну сцену постави комад заснован на енглеској историји [...], колико знамо, Шекспир је био први . " Међутим, овде се с Вилсоном не слажу сви критичари. На пример, Мајкл Тејлор тврди да је било најмање тридесет девет историјских драма пре 1592. године, укључујући дводелну представу Тамерлан (енгл. Tamburlaine, 1587) Кристофера Марлоа, Ране грађанског рата (енгл. The Wounds of Civil War, 1588) Томаса Лоела, Бурна владавина краља Џона (енгл. The Troublesome Reign of King John,1588) Џорџа Пила, анонимни Едмунд Ајронсајд (1590), Селим Роберта Грина и Томаса Лоџа (1591) и још једна анонимна драма, Истинска трагедија Ричарда III  (енгл. The True Tragedy of Richard III, 1591). Paola Pugliatti међутим тврди да је случај можда негде између Вилсоновог и Тејлоровог става; „Шекспир можда није био први који је представио енглеску историју пред публиком јавне позорнице, али сигурно је био први који је то третирао на начин зрелог историчара, а не на начин поштовања историјског, политичког и религиозног мита. "
У сваком случају, постоји много веће критичко неслагање око ове драме, а пре свега што се тиче њеног односа према Свађи.

#### Свађакао препричани текст
Током година, критичари су расправљали о вези између 2 Хенрија VI и Свађе, до тренутка када су се појавиле четири главне теорије:
1. Свађа је реконструисана верзија представе онога што данас називамо 2 Хенри VI; тј. лоше издање, покушај глумаца да реконструишу оригиналну представу из сећања и продају је. Први изнео Самјуел Џонсон 1765. године, а дорадио Петер Алекандер 1929. Традиционално, ово је најприхваћенија теорија.
2. Свађа је рани нацрт драме који је објављен у Фолију из 1623. године под насловом Други део Хенрија Шестог. Потекла од Едмонда Малонеа 1790. године као алтернатива Џонсоновој теорији за писање по сећању. Данас га подржавају критичари попут Стивена Урковица.
3. Свађа је и препричани текст и рани нацрт 2 Хенрија VI. [М] Ова теорија добија све већу подршку од друге половине 20. века, а подржавају је многи модерни уредници драме.
4. Шекспир уопште није написао Свађу; била је то анонимна представа коју је користио као основу за 2 Хенрија VI. Теорија Георга Готфрида Гервинуса из 1849. године,[14] ова теорија остала је популарна током деветнаестог века, с тим да је Роберт Грин водећи кандидат као могући аутор. Изгубила је подршку у двадесетом веку.

Традиционално, критичко мишљење има тенденцију да фаворизује прву теорију; да је Свађа лоше издање, реконструкција по сећању, можда од стране глумца који је у раним извођењима играо Сафока и / или Кејда. Самјул Џонсон је изнео ову теорију 1765. године, али ју је оспорио Едмонд Малоне 1790. године, који је сугерисао да би Свађа могао бити први нацрт 2 Хенрија VI. Малонеов поглед био је доминантан до 1929. године, када су Петер Алекандер и Маделин Доран, радећи независно једно од другог, поново успоставили превласт теорије лошег издања.
Усредсредили су се на генеалошку грешку у Свађи, за коју тврде да је мало вероватно да би је направио аутор и зато се може приписати само извештачу. У Свађи, када Jорк износи своје право на престо, он идентификује Едмунда Ланглија као другог сина Едварда III, уместо петог. У 2 Хенрију VI, Лангли је тачно смештен у родословље. Ова грешка чини непотребном Jоркову потребу да право на престо тражи мајчином родом: да је био пореклом од другог сина, он сам би био рођен од старијег сина него Хенри (који је водио порекло од Џона од Гонта, трећег сина Едварда III). Тврди се да „нико ко је разумео шта пише - то јест, ниједан аутор - није могао да направи ову грешку, али неко ко понавља напамет туђе дело, које лично не разуме јасно - то јест, извештач - лако би могао. "
Чин 3, Сцена 1 означена је као још једна сцена која пружа доказ да је Свађа препричани текст. У Свађи, након што се двор окренуо протв Глостера, Сафок се тада нелогично пребацује на дискусију о регентству Француске. Уводе се Хорнер и Тамп и Глостер приређује њихов формални двобој. У овом тренутку Глостер одлази, али без уочљивог разлога. Маргарет затим удари Елеанор, Глостер се враћа, и он и његова супруга одлазе заједно. Стевен Урковиц (непоколебљив противник теорије о лошим издањима уопште) тврди да је разлика у две сцене пример „фино шекспировских првих избора забележених у Кварту“. Роџер Варен, међутим, тврди да сцена пружа снажне доказе да је Свађа пријављени текст; "није тешко претпоставити како је настала верзија Кварта. Супротстављене тврдње Јорка и Сомерсета довеле су до тога да се Оружар и његов Слуга представе прерано; ко је састављао Кварто текст, сетио се да је Хамфри напустио позорницу, мада не и зашто, али сећао се да је Маргарет, док је био ван сцене, ударила његову супругу. Потпуно немотивисани излаз и поновна појава Хамфрија само по себи искључује сваку могућност да је сцена Кварта легитимна алтернатива Фолио верзији, а не збркани извештај о томе. "
Даљњи докази за теорију препричаног текста дати су у начину на који се друге представе користе у целој Свађи. На пример, Марлоова Трагична историја доктора Фаустуса цитирана је у сцени чаробњаштва ("Сада Фаустус, шта би ти хтео да урадим?" (1.3.36) репродуковано је као "Сада Болинбрук, шта би ти хтео да урадим?"), а Марлоове Едвард II парафразиран је у Чину 3, Сцена 1 (Марлоов "Дивљи О’Нил, с ројевима ирских ратника, / Живи неконтролисан унутар енглеске територије" (2.2.163–164) постају "Дивљи О’Нил", моји господари, под оружјем је, / са трупама ирских ратника који се неконтролисано / Насељавају унутар енглеског територија"). Чак се и редак из 3 Хенрија VI употребљава у Чину 3, Сцена 1 ("Да се наш краљ Хенри руковао са смрћу" (1.4.103.)), што све сугерише да, као што је то често случај у лошим издањима, извештач је попуњавао празнине (тј. одломке којих се није могао сетити) одломцима из других представа.

#### Свађакао рани нацрт
Стевен Урковиц је детаљно говорио о расправи између теорије лошег издања и теорије раног нацрта, спуштајући се чврсто на страну раног нацрта. Урковиц тврди да кварто  2 Хенрика VI и октаве 3 Хенрија VI заправо представљају научницима јединствену прилику да виде драму која се развија, док је Шекспир уређивао и преписивао одређене одељке; "текстови 2 и 3 Хенрија VI нуде посебно богате илустрације текстуалне варијације и позоришне трансформације."  Урковитз наводи дијалог у почетној сцени 2 Хенрија VI као посебно јак доказ теорије раног нацрта. У Свађи Хенри прима Маргарет с радошћу и узвиком да су све његове овоземаљске невоље иза њега. Маргарет је тада приказана као крајње понизна, обећајући да ће волети краља без обзира на све. Након првобитног састанка, Хенри моли Маргарет да седне крај њега пре него што нареди лордовима да стану у близини и пожеле јој добродошлицу. С друге стране, у 2 Хенрију VI, Хенри је опрезнији у поздраву с Маргарет, видећи је као олакшање његових проблема, али само ако она и он могу наћи заједничко тло и волети се. Она је такође много храбрија и самосвеснија у 2 Хенрију VI него у Свађи. Поред тога, у 2 Хенрију VI се не спомиње нико ко седи, а господари клече пре него што разговарају са Маргарет. Урковитз резимира ове разлике тврдећи,
У видљивој геометрији дворске церемоније, верзија Фолио нуди нам одважну краљицу Маргарет и одважног краља који стоје усправно док видно потчињени племићи клече пред њима. За разлику од скромне краљице која је стајала поред краља окружена стојећим племићима, у овом тексту у еквивалентном тренутку имамо упорну краљицу која стоји усправно са својим монархом, видно подређујући клечеће, послушне господаре. Различите позоришне представе психолошких и политичких тензија разликују две верзије одломка. Оба текста „раде“ водећи публику кроз сложени церемонијални приказ препун симболичних гестова емоционалне привржености, посвећења, краљевске власти и феудалне послушности, али сваки приказује различит образац језика и кодираних гестова. Таква прецизна прилагођавања драмских тема и радњи су темељ професионалног позоришног писања. 
Разлике у текстовима су такве какве имају тенденцију да се утврде у текстовима који су измењени из оригиналног облика, а Урковитз наводи Ерика Расмусена, Е.А.Ј. Хонигмана и Грејс Јополо као попорнике овог става. Он се позива на случај драме Ричарда Бринслија Шеридана (енгл. The School for Scandal,1777), која је постојала и у ранијем облику, такође од Шеридана, у дводелној представи (енгл. The Slanderers и енгл. Sir Peter Teazel), за коју тврди да садрже исту врсту модификација као што се може наћи у представама о Хенрику VI.
Урковитз није сам у проналажењу доказа који би подржали теорију раног нацрта. На пример, у Свађи Маргери Журдан се назива "лукава вештица из Елија", али у 2 Хенрију VI она се назива "лукава вештица". Традиционални аргумент да се објасни овај несклад је тај да су такве информације додали или Шекспир или неко други током проба, али нису пронађени у књизи рукописа која је коришћена за штампање Првог фолија. Међутим, Р. Б. МекКероу тврди против вероватности ове теорије. Пита се зашто би се писац вратио извору у хроници да би додао информацију која није драматична и не доноси ништа на сцену. МекКероу сугерише да је тај стих избачен након извођења. Сличан пример је пронађен у Чину 4, Сцена 7 где Кејд наређује својим људима да убију лорда Саја и сер Џемса Комера. У 2 Хенри VI, Кејд им наређује да одсеку главу Сају, а затим оду у Кромерову кућу и убију га, али у Свађи им говори да доведу Саја у „Заставу у Чипсајду“, а затим оду у Кромерову кућу у „Мајл Енд Грин. " МекКероу тврди да такви неважни детаљи сугеришу уклањање након извођења, а не додатак пре извођења.
Додатни докази налазе се у чину 2, сцена 1. У Свађи, након што је Винчестер прихватио Глостеров изазов на двобој (л. 38; „Радо, кад ти је драго“), додатни дијалог није пронађен у 2 Хенри VI ;
ГЛОСТЕР
Изазов? Кажем ти свештениче,
Плантаџенети никада не беже од изазова.
ВИНЧЕСТЕР
Ја сам Плантаџенет као и ти,
И син Џона од Гонта.
ГЛОСТЕР
Ванбрачни.
ВИНЧЕСТЕР
Презирем ваше речи.
Поново, МекКероуов аргумент овде није да су ови стихови додавани током проба, већ да су постојали у раном нацрту представе и уклоњене након проба, јер су једноставно оцењене непотребним; анимозитет између њих двоје је већ добро успостављен.
Међутим, теорија о томе да је Свађа можда рани нацрт не мора нужно значити да не може представљати и лоше издање. Традиционално, већина критичара (попут Александра, Дорана, МекКероуа и Урковица) на проблем гледају као на или - или ситуацију; Свађа је или пријављени текст или рани нацрт, али недавно је изнет аргумент да могу бити и једно и друго. На пример, ово је теорија коју је подржао Роџер Ворен у свом Окфордском издању Шекспира (енгл. Oxford Shakespeare). То је такође теорија коју је изнео Рандал Мартин у свом Окфордском издању  3 Хенрија VI. Суштина аргумента је у томе што су и докази за теорију лошег кварта и докази за теорију раног нацрта толико убедљиви да ниједан није у стању да у потпуности одбаци другу. Тако, ако представа садржи доказе о пријављеном тексту и раном нацрту, мора бити обоје; тј. Свађа представља пријављени текст раног нацрта 2 Хенрија VI. Шекспир је написао рану верзију представе, која је била постављена. Убрзо након те позоришне представе, неки од глумаца су из тога направили лош кварто и објавили га. У међувремену, Шекспир је драму написао у форми која је пронађена у Првом фолију. Варен тврди да је то једина теорија која може да објасни снажне доказе и за извештавање и за ревизију, и то је теорија која добија све већу подршку крајем двадесетог / почетком двадесет првог века.

### Језик у драми
Језик током представе помаже у успостављању теме као и тона сваке поједине епизоде. На пример, уводни говор представе је украшена, формална изјава Сафока:
Од вашег великог царског величанства
Ја сам био задужен на одласку у Француску,
Као Намесник ваше изврсности,
Да венчам принцезу Маргарет за вашу милост,
Тако у познатом древном граду Туру,
У присуству краљева Француске и Сицилије,
Војвода Орлеана, Калабрије, Бретање и Алансона,
Седам грофова, дванаест барона и двадесет угледних бискупа,
Извршио сам свој задатак и био венчан,
А понизно сада на савијеном колену,
Пред очима Енглеске и њених велкаша,
Предајем моје место код краљице
У ваше најмилостивије руке, које су тело
Од те сјајне сенке коју сам представљао:
Најсрећнији поклон који је маркиз икада дао,
Најлепша краљица коју је краљ икада примио.
(1.1.1–16)
Садржај Сафоковог говора је: „Као што ми је наређено да се оженим Маргарет у ваше име, то сам и учинио, а сада вам је предајем.“ Међутим, формалност сцене и важност догађаја захтијевају да он ову поруку испоручи на свечаном језику, с тим што је формални значај Хенријевог брака с Маргарет огледао у формалном језику који Сафок користи да најави тај брак.
Језик преноси важност религије у целој представи. Хенријев језик често одјекује Библијом. На пример, чувши за Кејдову побуну, он коментарише „Ο немилостиви људи, они не знају шта чине“ (4.4.37), понављајући Лукино јеванђеље: „Оче, опрости им, јер не знају шта чине“ ( 23:34). Раније у представи, он помиње небо као "ризницу вечне радости" (2.1.18.), Подсећајући на Јеванђеље по Матеју "положите благо за себе на небу" (6:20), а потом неколико редака касније размишља "благословљени су миротворци на земљи" (2.1.34.), парафразирајући Исусову Беседу на Гори. У оба ова случаја, кардинал Винчестер, наизглед побожни човек, искривљује Хенријеву истинску побожност. Након Хенријеве процене о небу, Винчестер каже Глостеру: "Твоје небо је на земљи, твоје очи и мисли / туку се у круни, благо твојега срца" (2.1.19-20). Затим, након што Хенри хвали миротворце, Винчестер лицемерно каже: "Нека ми буде благословљен мир који склопим / Против овог поносног Заштитника својим мачем" (2.1.35–36). Кардинал се руга религији мало пре убиства Глостера. Говорећи о надолазећем убиству, Сафок каже: „И да сачувам мог суверена од непријатеља, / реци, само реч и ја ћу бити његов свештеник“ (3.1.271–272), на што Винчестер одговара „Само да га имам мртвог, мој господару Сафока, / Па можете да постанете и свештеник "(3.1.273–274.), презирући свештенство и тривијализујући убиство. Након што је Глостер мртав, Винчестер наставља да богохули сам, проглашавајући смрт Глостера „Божјом тајном пресудом“ (3.2.31), безобзирно и свесно искривљавање истине.
Шекспир користи језик да разликује различите врсте ликова. У дворским сценама обично се говори слободним стиховима, док простаци имају тенденцију да говоре у прози, са мање метафора и мање декоративним језиком (Шекспир користи овај контраст у неколико представа, као што су Два витеза из Вероне, где проза разликује слуге од својих господара). Кад власт почне да иде у главу Џека Кејда, он почиње да прелази на дворски начин говора. То се највише примећује када је усвојио „краљевско ми“, користећи изразе као што су „наш краљевска надлежност“ (4.7.24) и „ми тражимо и заповедамо“ (4.7.116).

Најдужи говор у представи је Маргаретино јадиковање према Хенрију након што су пронашли Глостерово мртво тело. Овај дугачки говор препун је класичних алузија, сложених метафора и речитости док се Маргарет креће кроз литанију тема у настојању да докаже своје:
Јао мени, јаднијој од њега.
Шта, окређеш се и кријеш лице?
Нисам одвратни губавац, гледај ме.
Шта, јеси ли ти као змија, потпуно глув?
Буди и отрован и убиј своју безнадежну краљицу.
Је ли твоја једина утеха затворена у Глостеровој гробници?
Па онда краљица Маргарет никада није била твоја радост.
Подигни му статуу и обожавај је,
И направи моју слику, за фирму на крчми.
Да ли сам због овога прешла море,
И два пута неспретним ветровима са обале Енглеске
Гоњена натраг у свој родни крај?
Шта је ово било, него ветрови који упозоравају
Као да кажу, "Не тражи гнездо шкорпиона,
Нити крочи на ову нељубазну обалу?
Шта сам тада урадила, него клела нежне налете
И оног који их је пустио из њихових пећина,
И молила их да пушу према обали Енглеске,
Или окрену нашу крму на ужасну стену?
Ипак Еол није био убица,
Већ је ту дужност оставио теби.
Лепо дубоко море одбило је да ме удави,
Знајући да ћеш ме утопити на обали
У сузама попут сланим као море због твоје нељубазности.
Оштре стене покриле су се у мокром песку,
И нису ме раниле својим грубим ивицама,
Да твоје кремено срце, тврђе од њих,
Може у твојој палати погубити Маргарет.
Колико сам могла да догледам твоје кречњачке стене,
Кад нас је с твоје обале олуја одбацила,
Стајала сам на прозорима у олуји,
А кад је сумрачно небо почело да краде
Мој искрени поглед на твоју земљу,
Узела сам скупи драгуљ са врата -
Срце је било, украшено дијамантима -
И бацила га према твојој земљи. Море га је примило,
И тако сам пожелела да твоје тело може моје срце.
И утом сам изгубила поглед на лепу Енглеску,
И молила сам моје очи да иду за срцем,
И нзвала их слепим и суморним наочарима,
Због губитка погледа на обале жељеног Албиона.
Колико често сам изазивала Сафока -.
Помоћник твоје неискрености -
Да седне и зачара ме, као што је то учинио Асканије,
Кад би до лудила Дидони излагао
Дела његовог оца, започета паљењем Троје!
Зар нисам зачарана попут ње? Или ти ниси лажан попут њега?
А ја, не могу више. Умри Маргарет,
Јер Хенри плаче што тако дуго живиш.

(3.2.73–121)
Међу критичарима се води расправа о смислу и сврси овог говора, мада се сви слажу да је значење сакривено у компликованом језику. Неки критичари (као што је Станли Велс) тврде да је говор, са својим речитошћу, апстракцијом, напетим алузијама и дугачким метафорама, слабо написан, доказ да Шекспир још није имао контролу над својим писањем. Присталице ове теорије указују на прво сачувано издање ове драме из 1594 , у којој је задржано само седам стихова, с образложењем да је остатак говора био исечен пред извођење. L.C. Knights, насупрот томе, тврди да је говор намерно претеран и високопаран јер Маргарет покушава да одврати већ збуњеног и потиштеног Хенрија да не оптужи Сафока за убиство.
Петер Хал сугерисао је да је "говор ту да се успостави емоционална, хистерична страна Маргаретине природе. Мислим да је зато језик толико истанчан - то је покушај Маргарете да обузда своје бурне емоције изражавајући их на тако чудан начин. "
Комплетна антитеза ове теорије такође је предложена као могућност: да говор не показује да Маргарет губи контролу, већ да потпуно контролише себе и своје емоције. Ова је теорија најизраженија у томе како је режисерка Џејн Хоуел дала улогу Џулији Фостер у Шекспировој адаптацији за ББЦ (енгл. BBC Television Shakespeare) из 1981. године. Маргарет овдје користи свој говор да избаци своје интензивне емоције, а не да их обузда. Далекосежне метафоре и класичне алузије њен су начин да се ослободи беса и емоција, презира према Хенрију и своје урођене страсти.
У продукцији Терја Хендса из 1977. за Краљевску Шекспировску Компанију (енгл. Royal Shakespeare Company), Маргарет (глумила је Хелен Мирен) покушала је вратити Хенрија с ивице лудила, ангажујући свој ум у сложеном, тешком за праћење вербалном плесу. Хенријев претходни говор Сафоку, где он тражи да га Сафолк не погледа, а затим одмах захтева да погледа у Сафокове очи, Алан Хауард је одиграо на начин да сугерише да је Хенри изгубио додир са стварношћу, и у одговор на ово, Мирен је глумила говор на такав начин да ангажује Хенријев ум овде и сада, усредсреди своје мисли и спречи их да одлутају.

### Теме

#### Хенријева слабост
Главна тема представе је Хенријева урођена слабост и његова неспособност да контролише земљу или чак свој властити суд. Према Мартину, Хенријева слабост као краља била је главни разлог што су многи критичари из деветнаестог века оценили да други део Хенрија VI нема довољно емоција: Хенри је био толико нестручан да га публика није могла саосећати и, самим тим, његова трагедија је умањена. Током представе постоје бројни примери на које су се такви критичари могли усредсредити. На пример, Хенри не успева да уједини своје препирљиве племиће и уместо тога допушта им да га гурају око себе док они сами одлучују како да делују и шта да раде, а у исто време он дозвољава да га Маргарет потпуно подвлачи. Толико је потчињен да пристаје на затварање човека (Глостера) којег воли и за кога зна да је невин, а затим покушава да се сакрије од последица ове одлуке, покушавајући да напусти двор након Глостеровог хапшења:
КРАЉ ХЕНРИ
Господари моји, што ваша мудрост мисли најбоље
Учините или поништите као да смо ми овде.
КРАЉИЦА МАРГАРЕТ
Шта, зар ће ваше височанство напустити парламент?
КРАЉ ХЕНРИ
О Маргарет, моје срце је утопљено од туге,
Чија поплава почиње тећи из мојих очију.
(3.1.195–199)
То води Хенрија до сазнања како је изневерио Глостера, и да жали за сопственим недостатком одлучности и чврстине:
И док месар одводи теле,
И веже несретника и туче га кад скрене с пута,
Водећи га до крваве кланице,
Баш тако безосећајни, одвели су га отуда;
И ко што крава јури горе-доле,
Тражећи куда је отишло њено недужно младунче,
И не може ништа, до оплакати губитак свог чеда,
Тако и ја жалим случај доброга Глостера
С тужним беспомоћним сузама и замућеним очима
Гледам за њим и не могу му помоћи,
Тако су моћни његови заклети непријатељи.
(3.1.210–220)
Други пример његове слабости као владара види се у његовој крајњој равнодушности према виталној одлуци избора новог француског регента; док Сомерсет и Јорк расправљају о том питању, сваки покушавајући да убеди Хенрија да би он требао да добији тај посао, Хенри презирно изјављује: „Са моје стране, племенити лордови, није ме брига који: / или Сомерсет или Јорк, сви су они за мене исти.“(1.3.102–103). Тај недостатак бриге се грубо наглашава када Сомерсет касније каже Хенрију да су све француске територије изгубљене, а Хенри ноншалантно одговара: "Хладне вести, Лорде Сомерсет; али нека се врши Божја воља." (3.1.86). Његов недостатак одлучујућег водства чак спомињу и други; Маргарет тврди да је „Хенри, мој господар хладан у великим пословима, / превише пун глупог сажаљења“ (3.1.224–225). Касније, када се из Ирске појави вест о побуни, Јорк каже да ће учинити све што Хенри сматра потребним, на шта Сафок одговара „Зашто, наш ауторитет је његов пристанак, / И шта ми утврдимо он потврђује“ (3.1.316–317 ).
Хенри је представљен као добар човек, али лош краљ, кога Роџер Ворен назива "човеком дубоког верског уверења, али без политичке вештине."  Он је слаб вођа, а делом је и његов неуспех да потврди своје ауторитет одговоран за хаос који преузима земљу. Као што редитељ Петер Хал каже, "Теоретски, Хенри би требао бити добар краљ. Он примењује хришћанску етику у влади. Али он је против људи који то не чине. Они своје понашање оправдавају позивањем на велике циљеве - Бога, Краља, Парламент, народ - које су бескрупулозни државници, мотивисани голом жељом да буду на врху, користили кроз векове. Ево централне ироније представе: Хенријева хришћанска доброта ствара зло. "

#### Контраст између Хенрија и Маргарет
Друга главна тема представе је контраст између Маргарет и Хенрија, што се уводи када се први пут упознају. Хенри захваљује Богу што му је довео Маргарет и узвикује „Јер си ми дао ово дивно лице / Свет земаљског благослова мојој души, / Ако саосећање љубави обједини наше мисли“ (1.1.21–23). Иронија овде, коју многи критичари коментаришу, јесте да се то јединство управо не догађа - њихове мисли се никада не уједињују, а њихови контрастни и неспојиви ставови виде се изнова и изнова у целој представи. На пример, после лажног чуда, Хенри је узнемирен и виче: "О Боже, видиш ли ти ово и трпиш?" (2.1.150.), Док је Маргаретин одговор много приземнији; "Смеје ми се када видим како зликовци беже" (2.1.151). Кад Бакингем стигне да донесе вести Хенрију од Елеанорином бављењу некромантијом, Хенријева реакција је побожна и жалосна: "О Боже, какве враголије чине зли, / при томе доносећи збрку на своје главе" (2.1.181–182). Међутим, Маргаретин одговор је борбен, користећи вести да би проследила сопствени план; "Глостер, види овде прљавштину свог гнезда / И гледај себе беспрекорног, најбољи си" (2.1.183–184). Касније, када се Хорнер и Тамп спремају за борбу, Хенри види ово такмичење као свето питање части: "У име Бога, пазите да бојиште и све ствари буду у реду; / Овде нека то реше и Бог нека брани право" (2.3 .54–55). Маргарет се, међутим, само радује борби; "Намерно, дакле, / Оставила сам двор да видим како ће се ова свађа просудити" (2.3.52–53). Хенри је "фатално ожењен својом поларном супротношћу." 
Контраст међу њима је можда најочигледније приказан када Глостер умре у чину 3, сцена 2. Маргарет излаже говор у којем истиче како је неправедно оптужити Сафока за убиство само зато што су Сафок и Глостер били непријатељи, као што су и она и Глостерова супруга такође биле непријатељи, па ако је Сафок осумњичен, нека буде и она; "Тешко мени, / Да будем краљица и окруњена срамотом" (70–71). Опет окреће догађаје да се фокусира на себе. Хенри, међутим, потпуно је игнорише и тужно позива; "Ах, жао ми је Глостера, јадног човека" (72). Ова ситуација се понавља током Кејдове побуне, али овај пут се обоје узајамно игноришу. Након што побуњеници доставе своје услове Хенрију, он каже Бакингему да ће разговарати с Кејдом, али Маргарет се брине само за себе и Сафока (чију главу сада носи). Говорећи одсеченој глави занемарује Хенријеве проблеме и узвикује: "Ах, варварски зликовац! Ово дражесно лице / владало је попут лутајуће планете нада мном, / и зар их није могло натерати да одустану, / те што беху недостојни гледати на њега?" (4.4.14–17). Хенри, међутим, то игнорише и наставља да се бави захтевима побуњеника, рекавши просто, "Лорде Сај, Џек Кејд се заклео да ће имати твоју главу" (4.4.18). Ова тенденција да они игноришу једно друго представља још један пример њихове неспојивости, њиховог неуспеха да се уједине у мислима.

#### Религија
Религија је основна чињеница живота краља Хенрија, који је представљен као заиста побожан. Шекспир је овај аспект Хенријевог лика можда преузео из описа Едварда Хала: "Презирао је своју властиту природу, све пороке, телесне као и душевне, и од свог раног детињства био је искрен у говору и чистог интегритета, не знајући зла и чувар сваке доброте, презирао је све ствари које су имале за циљ да заведу или покваре ум смртних људи. Поред тога, био је тако стрпљив у срцу, да од свих увреда које су му нанели (којих није био мали број) никада није тражио освету ни казну, већ се за њих од срца захваљивао Свемогућем Богу, његовом Створитељу, мислећи да су му због ових невоља и недаћа његови греси заборављени и опроштени. "
Кад се Хенри први пут упозна са Маргарет, његова реакција је да је поздрави, а затим одмах захвали Богу што ју је довео код њега; "Не могу да изразим љубазнији знак љубави / Од оваквог пољупца. Господе који ми дајеш живот, / Позајми ми срце испуњено захвалношћу!" (1.1.18–20). Чувши касније за лажно чудо, чак и пре него што се упознао са Симпкоксом, Хенри узвикне: "Сад хвалимо Бога да верујући душама / да светлост у тами, утеху у очају" (2.1.64–65). Хенри прихвата аутентичност догађаја без доказа, верујући у својој побожности да је истина и да је Бог учинио чудо. Касније, када Хенри брани Глостера од оптужби за издају, он користи две религиозне слике да би показао свој став: "Наш сродник Глостер је невин / од смишљања издајства нашој краљевској особи / као што је и новорођено јагње или безопасна голубица" (3.1 .69–71). Угледавши избезумљеног Винчестера, Хенри узвикује „О ти вечни покретачу небеса, / Гледај с благим погледом на ову несрећу“ (3.3.19–20). Затим, након Винчестерове смрти, Ворик коментарише "Тако лоша смрт препоручује монструозан живот", на шта Хенри одговара: "Не суди, јер сви смо грешници" (3.3.30–31).
Хенри верује да правду, истину и кривицу одређује Бог, а не људски поступци. Након борбе између Хорнера и Тама, Хенри објављује,
Јер његовом смрћу доживљавамо његову кривицу.
А Бог у правди нам је открио
Истину и невиност овог јадног човека,
За кога је мислио да је неправедно убио.
(2.3.101–104)
Заправо, Хенри је толико предан Богу да га коментаришу и други ликови. На пример, када Маргарет подругљиво описује Хенрија према Сафоку, она каже:
Али сав његов ум нагнут је светости,
Да би Здраво-марије бројао на бројаницама,
Његови браниоци су пророци и апостоли,
Његово оружје су свете изреке из светих списа,
Студирање је његово клечање у дворишту и његова љубав
Су бронзане слике канонизованих светаца.
Кад би га скупштина кардинала
Изабрали за папу и одвели у Рим,
И поставили му троструку круну на главу;
То је било стање погодно за његову светост.
(1.3.56–65)
Јорк двапут помиње Хенријеву побожност. Прво, када износи свој план за преузимање власти, Хенрија назива краљем „Чији црквени дух не одговара круни“ (1.1.246). Затим, када износи свој аргумент зашто треба да буде краљ, каже Хенрију, "Твоја рука је створена да ухвати ходочаснички штап / А не да стегне страхопоштовано владарско жезло" (5.1.97–98).

#### Правда
Идеје правде су најважније током представе, посебно идеја одакле потиче правда и ко је одређује. То се наговештава када Тамп први пут сретне Хенрија, а Хенри пита за Глостерово мишљење. Глостер каже,
И нека овај добије одређени дан
За двобој на погодном месту,
Јер он сведочи о злочину свог слуге.
Ово је закон, а ово пропаст војводе Хамфрија .
(1.3.208–211)
Мајкл Хатавеј је ову сцену прокоментарисао: "феудални ритуал суђења борбом своди се на гротескне борбе између пијаног оружара и његовог шегрта [...] Он служи за огледало стварности представе: уместо да се види правда одређена од Бога у погледу права противника, овде видимо просто суђење моћи. " Као што сам Хенри каже,
Јер његовом смрћу доживљавамо његову кривицу.
А Бог у правди нам је открио
Истину и невиност овог јадног човека,
За кога је мислио да је неправедно убио.
(2.3.101–104)
Касније се враћа овом појму, поново тврдећи да је истина одбрана против смрти и пораза:
Који је јачи оклоп од неукаљаног срца?
Троструко је наоружан онај чија је свађа праведна;
А онај је го, иако обучен у челик,
Чија је савест неправдом покварена.
(3.2.232–235)
Хенри верује у чистоћу правде и не може замислити како би она могла бити корумпирана; "И случај поверите тачној ваги правде/ Чији тег стоји сигуран, чији правични разлог претеже "(2.1.199–200).
Међутим, изопаченост правде је такође доминантна тема током представе, упркос Хенријевој неспособности да је види. Један од најпознатијих стихова у представи, које говори сарадник побуњеног Кејда, Дик Месар, "прво што треба, убијмо све адвокате". Да ли то значи да су адвокати заштитници правде, или су узрочници њене корупције, тема је расправе.
Глостер уверава Елеанор да, док има истину на својој страни, непријатељи га не могу уништити: "Морам погрешити пре него што ме осуде, / и да имам двадесет пута толико непријатеља, / и сваки од њих да има двадесет пута већу моћ, / Све ово није могло да ме дотакне / Све док сам одан, истинит и без злочина" (2.4.60–64). Међутим, његове тврдње показују се неистинитим, јер је ухапшен по лажним оптужбама, а затим убијен пре суђења. Касније у представи, Лорд Сај износи сличну тврдњу. Када га Бакингам упозори да буде опрезан јер побуњеници циљају људе попут њега, Сај одговара: "Поверење које имам је у моју невиност, и зато сам храбар и одлучан" (4.4.58–59). Као и Хамфри, његова "невиност" га не спашава, и побуњеници убијају и њега и његовог зета.
Презир племића према правди открива се јаче када Хенри, несвестан да је Глостер мртав, тражи од суда да се према њему поштено понаша, а Маргарет, знајући да је и невин и мртав, одговара: "Не дај Боже да надвлада било каква злоба /Невиног осудити племенитог човека "(3.2.23–24). Као што Хатавеј истиче: "У Енглеској под Хенријем закон нема нимало мало везе с божанским и стоји одвојен од једнакости. Владарске и судске улоге краљевог суда безнадно су збркане тако да је угрожен статус саме институције." 
Неспособност господе да схвате потребу за непристрасним и функционалним правосуђем одјекује у побуни; "Моћне амбиције и непријатељство према закону који су одлика барона подједнако карактеришу раднике", сугеришући да нема разлике између старог поретка и новог. То је видљиво у Кејдовом говору након што је наредио погубљење Лорд Саја; "Најпоноснији лорд у царству неће носити главу на раменима, осим ако ми не ода почаст. Неће се девојка удати, ако ми не плати својим девичанством, ако га има. Људи ће бити подложни директно мени. И ми заповедамо и наређујемо да њихове жене буду слободне колико срце може пожелети или језик рећи “(4.7.112–117). У овом предложеном новом светском поретку Кејд предвиђа успостављање аутократије, где ће му се сви заклети на верност и где његови закони, које он може произвољно донети, важе за све. Тако, у овом политичком систему, као и у старом, закон и правда изгледају мало релевантни.

#### Насиље
Физичко насиље прожима представу, при чему многи ликови насилно умиру. Глостер је угушен у свом кревету; Винчестер умире у страственом бесу; Сафок је обезглављен; Сомерсет и Клифорд су убијени у бици; Кејд је погубио Метју Гофа, Хамфри Стафорда, Вилијама Стафорда, лорда Саја, Џемса Комера и Писара из Чатама током побуне, а потом га је Александар Иден убио и одсекао му главу.
Глостерова смрт нарочито је повезана са физичким, што се може видети у Вориковом детаљном опису тела;
Погледајте како му се крв слила у лице.
Као да сам видео духа преминулог,
Пепељасте боје, ситног, бледог и без крви,
Која је сва сишла у напрегнуто срце,
Које у борби са смрћу
Привлачи крв за помоћ против непријатеља,
Која се са срцем хлади, а не враћа се
Да поново поцрвени и улепшава образ.
Али видите, лице му је црно и пуно крви;
Његове очне јабучице испупченије него када је живео,
Грозно зури попут задављеног човека;
Коса му је била накострешена, носнице раширене,
Руке раширене као да хватају
И борио се за живот и био је потчињен силом.
Погледајте плахте: његова коса, видите, почупана;
Његова негована брада расута и замршена,
Попут летњег жита полеглог због олује.
Нема друге, он је овде убијен.
Најмањи од свих ових знакова био би довољан.
(3.2.160–178)
Винчестерова смрт је такође физички гротескна јер он грчи лице и псује Бога, прогањан духом Глостера.
Међутим, многи од поступака после смрти су још грознији од самих смрти. Сафокова глава предата је Маргарет, која је носи по двору током последња два чина представе. Лорд Стафорд и његов брат [и] су убијени, а њихова тела вучена су улицама иза коња. Лорд Сај и његов зет су обезглављени, а главе су им носили на моткама и терали да се љубе. Кејд је обезглављен и глава му је предата краљу. Не само да је физичко насиље представљено као главна тема, већ је то физичко скрнављење, непоштовање тела после смрти.

## Екранизација
Британска телевизија ББЦ 2 извела је 2012-2016. комплетну екранизацију 8 највећих Шекспирових историјских драма, у облику мини-серије под насловом Шупља Круна (енгл. The Hollow Crown). Наслов серије узет је из стиха у драми Ричард II:
Јер у шупљој круни
Што окружује смртне слепоочнице краља
Смрт држи свој двор ...
- Ричард II, чин 3, сцена 2.
Прва сезона, која садржи 4 драме које образују прву тетралогију (Ричард II, Хенри IV, део први, Хенри IV, део други и Хенри V) снимљена је 2012. Друга сезона, под насловом Шупља Круна: Ратови Ружа (енгл. The Hollow Crown: The Wars of the Roses) снимљена је 2016. Друга сезона екранизовала је историјске драме друге тетралогије: сва три дела Хенрија VI (у две епизоде) и Ричарда III, са Бенедиктом Камбербачом у улози Ричарда од Глостера (касније Ричарда III).